# Diphtherie-Antitoxin

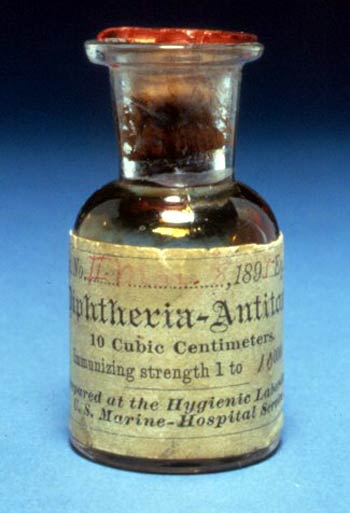
Diphtherie-Antitoxin aus dem Blutserum von Pferden (1895)

Das Diphthterie-Antitoxin (DAT) ist ein Antitoxin gegen das Diphtherietoxin von Corynebacterium diphtheriae. Das Diphtherie-Antitoxin befindet sich auf der Liste der unentbehrlichen Arzneimittel der Weltgesundheitsorganisation.

## Eigenschaften
Der wirksame Bestandteil des Diphthterie-Antitoxins sind neutralisierende Antikörper. Es wird beim Menschen als passive Immunisierung zur Behandlung von Diphtherie angewendet. Eine Ampulle besteht aus 10.000 Injektionseinheiten in einem Milliliter steriler wässriger Lösung, die intravenös oder intramuskulär injiziert werden (Stand 2018). Das Diphtherie-Antitoxin wird aus dem Blutserum von Pferden gewonnen, die zuvor mit dem  Diphtherie-Toxin immunisiert wurden.
Mögliche Nebenwirkungen sind Serumkrankheit sowie allergische Reaktionen bis hin zur Anaphylaxie. In der EU ist es nicht ständig und überall verfügbar. Das Diphtherie-Antitoxin wird in den USA unter dem Investigational New Drugs Protokoll angewendet, da es keine Arzneimittelzulassung besitzt. Es wird zudem als Vergleichsstandard und Positivkontrolle bei der Messung von menschlichen Antikörpern gegen das Diphtherie-Toxin verwendet.
Alternativ kann teilweise der humane monoklonale Antikörper 315C4 oder Antikörper aus Seren von Rekonvaleszenten zur passiven Immunisierung gegen das Diphtherietoxin verwendet werden.

## Geschichte
Eine Immunisierung gegen C. diphtheriae wurden erstmals 1890 von Emil von Behring und Shibasaburo Kitasato durch passive Immunisierung mit einem spezifischen Antitoxin erreicht und als Serumtherapie beschrieben. Emil von Behring erhielt dafür 1901 den Nobelpreis für Physiologie oder Medizin. Ab 1895 wurde das Diphtherie-Antitoxin regelmäßig beim Menschen angewendet. Eine Einheit wurde von Paul Ehrlich als die Dosis zur Neutralisation einer für Meerschweinchen tödlichen Dosis an Diphtherie-Toxin definiert. Seit der Entwicklung eines vorbeugenden Diphtherie-Impfstoffs wird das Diphtherie-Antitoxin seltener eingesetzt.